# Lucie Gascon
Pour les articles homonymes, voir Gascon (homonymie).
Lucie Gascon est une harpiste et compositrice née le 1er janvier 1944 à Normandin (Québec), dans la région administrative du Saguenay–Lac-Saint-Jean au Québec. Elle est décédée le 17 septembre 2024, à l'âge de 80 ans.

## Biographie
Lucie Gascon débute en 1955 alors qu’elle n’est âgée que de onze ans. Elle prend tout d’abord des cours de piano et de flûte. Puis, conseillée par le ténor québécois Raoul Jobin, elle prend des cours de harpe auprès de Dorothy Weldon-Masella et, plus tard, auprès de Lily Laskine (vers 1975). En 1979, elle reçoit l'Ordre de la Musique française et la médaille Rémy Martin. Elle se rend à Paris en 1980 et fait la rencontre de Denise Mégevand avec qui elle travaille pendant quelques années et apprend la harpe celtique.
Dans les années 1980, elle lance plusieurs albums en solo contenant ses propres compositions (Toujours le même rêve en 1983, Berceuse en 1986) ou bien des airs classiques (Lucie Gascon - Classique en 1988). Elle est aussi harpiste invitée sur les albums de plusieurs artistes québécois, notamment Fabienne Thibeault, Diane Juster et Édith Butler. Elle participe également à plusieurs albums jazz et musiques du Monde dont ceux de Harold Faustin, Georges Édouard Nouel et Max Cilla. De plus, lors de divers événements importants, elle se retrouve à jouer pour de nombreux chefs d'état parmi lesquels Pierre-Elliott Trudeau, Brian Mulroney, Jean Chrétien, Lucien Bouchard, Ronald Reagan, Margaret Thatcher et Jacques Chirac.
Depuis 1978, Lucie Gascon présente des spectacles-ateliers éducatifs dans des maisons d'enseignement de divers niveaux (écoles primaires, secondaires, cégeps et universités). Elle est régulièrement invitée à se produire avec des orchestres de renom dont l'Orchestre de chambre de Laval, l'Orchestre symphonique de Québec, l'Orchestre symphonique de l'Estuaire et I Musici. Dans les années 1990, elle publie un album de Noël et un disque intitulé Romance et fantaisie dans lequel elle rend hommage à François Dompierre (Romance) et Pauline Julien (J’ai l’âme à la tendresse). En 2001, son album Reflets offre plusieurs de ses propres compositions (Une ombre sur l’eau, Consolation, Danse de la sirène…) ainsi que des interprétations de quelques œuvres de Georges Édouard Nouel, Franz Schubert et Alphonse Hasselmans.
La harpiste a aussi donné plusieurs récitals. Ses tournées l’ont amenée sur les scènes du Mexique, de la Colombie, du Maroc, des États-Unis et de la Martinique ainsi que, bien sûr, de la Place des Arts de Montréal (concert Les reflets de la harpe présenté à la Cinquième Salle en 2001).

## Discographie - Albums
- 1983 : Toujours le même rêve (Dorette LF-1215)
- 1986 : Berceuse (Dorette LG-5121)
- 1988 : Lucie Gascon - Classique : Hasselmans, C.P.E. Bach, Glinka, Debussy et autres compositeurs (Dorette SFCD-1521)
- 1990 : Les plus belles mélodies de Noël à la harpe (Dorette LGCD-5122)
- 1995 : Romance et fantaisie (Dorette LGCD-5123)
- 2001 : Reflets (Dorette LGCD-5124)

## Prix et nominations
- 1979 : Ordre de la Musique française et la médaille Rémy Martin.
- 1980 : Boursière du Ministère des Affaires culturelles du Québec.
- 1987 : Gala de l'ADISQ au Québec, nomination pour le Prix Félix du meilleur album instrumental de l'année 1987 pour son album Berceuse paru en 1986.